# Cox-Klemin TW-2
Cox-Klemin TW-2 là một loại máy bay huấn luyện hai tầng cánh của Hoa Kỳ trong thập niên 1920, do Cox-Klemin Aircraft Corporation chế tạo.

## Quốc gia sử dụng
Hoa Kỳ
- Quân đoàn Không quân Lục quân Hoa Kỳ